# Acherontides atoyacensis
Acherontides atoyacensis är en urinsektsart som beskrevs av F. Bonet 1945. Acherontides atoyacensis ingår i släktet Acherontides och familjen Hypogastruridae. Inga underarter finns listade i Catalogue of Life.